# Dahira
Dahira este un gen de molii din familia Sphingidae. 

## Specii
- Dahira bruno (Bryk, 1944)
- Dahira falcata (Hayes, 1963)
- Dahira hoenei (Mell, 1937)
- Dahira jitkae Haxaire & Melichar, 2007
- Dahira kitchingi (Brechlin, 2000)
- Dahira klaudiae Brechlin, Melichar & Haxaire, 2006
- Dahira marisae Schnitzler & Stüning, 2009
- Dahira nili Brechlin, 2006
- Dahira niphaphylla (Joicey & Kaye, 1917)
- Dahira obliquifascia (Hampson, 1910)
- Dahira pinratanai (Cadiou, 1991)
- Dahira plutenkoi (Brechlin, 2002)
- Dahira rebeccae (Hogenes & Treadaway, 1999)
- Dahira rubiginosa Moore, 1888
- Dahira svetsinjaevae Brechlin, 2006
- Dahira taiwana (Brechlin, 1998)
- Dahira tridens (Oberthür, 1904)
- Dahira uljanae Brechlin & Melichar, 2006
- Dahira viksinjaevi Brechlin, 2006
- Dahira yunlongensis (Brechlin, 2000)
- Dahira yunnanfuana (Clark, 1925)